# Paula van der Oest

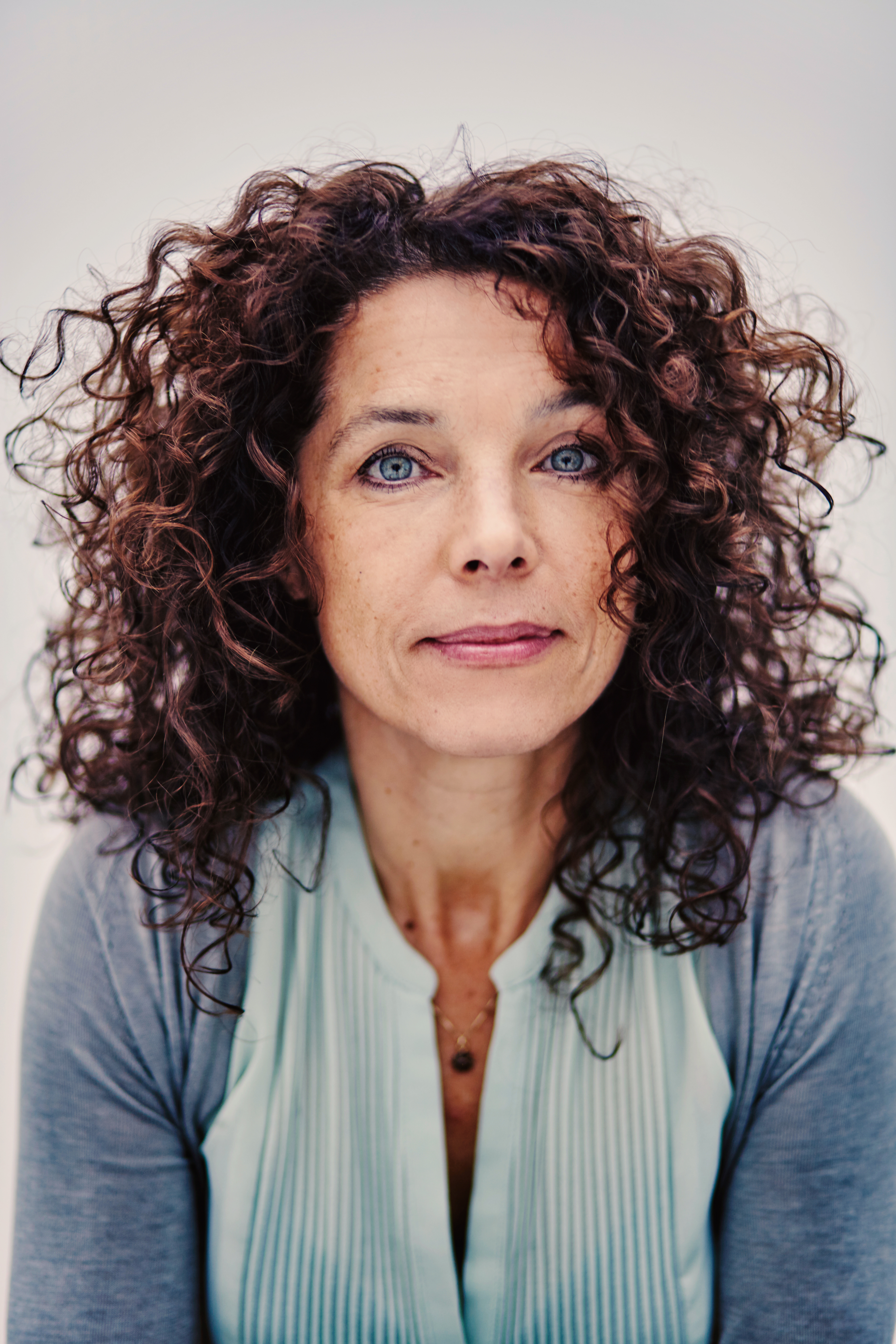
Paula van der Oest

Paula van der Oest (* 1965 in Laag-Soeren, Niederlande) ist eine niederländische Regisseurin und Drehbuchautorin.

## Leben
Sie besuchte die Nederlandse Film en Televisie Academie, die sie mit dem Abschluss-Kurzfilm Zinderend beendete. Der Film wurde 1988 mit dem Tuschinski Film Award, zu dieser Zeit „Cannon City Prijs“ genannt, als beste Abschlussarbeit der Akademie ausgezeichnet. Van der Oest arbeitete nach Ende ihres Studiums zunächst als Regieassistentin und drehte 1994 im Rahmen der Reihe Lolamoviola des Fernsehsenders VPRO den kurzen Spielfilm Coma, der 1994 auf dem Niederländischen Filmfestival mit dem Goldenen Kalb in der Kategorie Beste televisiedrama ausgezeichnet wurde.
Ihr erster Langfilm De nieuwe moeder erschien 1996 und erhielt mehrere Preise. Ihr bisher größter internationaler Erfolg wurde 2001 Drei Furien & ein warmer Bruder (OT: Zus & zo), der 2003 eine Oscarnominierung als Bester fremdsprachiger Film erhielt, sich jedoch nicht gegen Nirgendwo in Afrika durchsetzen konnte. Zu den weiteren internationalen Erfolgen van der Oests gehört der während der Apartheid in Südafrika angesiedelte Spielfilm Black Butterflies, der 2011 erschien und unter anderem für den Jurypreis (Bester Spielfilm) des Tribeca Film Festival nominiert wurde, und Tonio, die Geschichte um einen tödlich verunfallten Studenten und die Verarbeitung des Verlusts durch die Eltern, der 2016 erschien und auf dem Palm Springs International Film Festival für den Publikumspreis nominiert wurde.
Im Jahr 2017 wurde von der Oest in die Academy of Motion Picture Arts and Sciences (AMPAS) aufgenommen, die jährlich die Oscars vergibt.
Van der Oest war mit Theu Boermans verheiratet, der in einigen ihrer Filme eine Rolle übernahm. Der Ehe entstammt eine Tochter. Van der Oests Schwester Sandra van der Oest ist Filmproduzentin.

## Filmografie
Wenn nicht anders angegeben, als Regisseurin:
- 1988: Zinderend – auch Drehbuch
- 1994: Coma (TV) – auch Drehbuch
- 1995: Achilles en het zebrapad (TV) – auch Drehbuch
- 1996: Always yours, for never – auch Drehbuch
- 1996: De nieuwe moeder – auch Drehbuch
- 1997: Smakeloos (TV)
- 1998: Meedingers (TV)
- 1998: De trip van Teedje – auch Drehbuch
- 1999: Link spel
- 1999: De zeven deugden, Episoden Hoop: Meedingers und Matigheid: Doolhof (TV-Serie) – auch Drehbuch
- 2001: Einmal Istanbul und zurück (Roos en Rana) (TV) – nur Drehbuch
- 2001: Drei Furien & ein warmer Bruder (Zus & zo) – auch Drehbuch
- 2002: Moonlight
- 2004: Madame Jeanette (TV)
- 2004: Verborgen gebreken
- 2008: Tiramisu – auch Drehbuch
- 2008: Wijster (TV)
- 2011: Black Butterflies
- 2011: Mixed Up (TV-Serie)
- 2012: The Domino Effect – auch Drehbuch
- 2014: Lucia – Engel des Todes (Lucia de B.)
- 2016: Tonio
- 2017: Kleine Ijstijd – auch Drehbuch
- 2020: The Bay of Silence
- 2020: Die Schlacht um die Schelde (De slag om de Schelde, Drehbuch)

## Auszeichnungen (Auswahl)
- 1994: Nederlands Film Festival – Goldenes Kalb in der Kategorie Bestes Fernsehdrama für Coma
- 1997: Holland Film Award für De nieuwe moeder
- 1997: Mostra Internacional de Cinema de São Paulo – International Jury Award - Honorable Mention für De nieuwe moeder
- 2002: Nederlands Film Festival – Youth Jury Award für Moonlight
- 2003: Festival del Cinema Europeo Lecce – Students Jury Award für Moonlight
- 2003: Internationales Filmfestival Moskau – Nominierung für einen Goldenen St. Georg für Moonlight
- 2003: Hollywood Film Festival – Hollywood Discovery Award in der Kategorie Best European Feature für Moonlight
- 2003: Oscarverleihung 2003 – Oscarnominierung als Bester fremdsprachiger Film für Zus & zo
- 2011: Tribeca Film Festival – Nominierung Jurypreis/Best Narrative Feature, für Black Butterflies
- 2012: Nominierung Grand Prix, Internationales Filmfestival Warschau, für The Domino Effect
- 2012: Nederlands Film Festival – Goldenes Kalb in der Kategorie Beste Regie, für The Domino Effect
- 2017: Palm Springs International Film Festival – Nominierung Publikumspreis/Spielfilm, für Tonio